# Indiana Jones und der Große Kreis
Indiana Jones und der Große Kreis (Originaltitel: Indiana Jones and the Great Circle) ist ein von MachineGames entwickeltes Action-Adventure, das am 9. Dezember 2024 durch Bethesda Softworks für Windows und Xbox Series veröffentlicht wurde. Die Veröffentlichung für PlayStation 5 erfolgte am 17. April 2025.
Als Protagonist fungiert der US-Archäologe Indiana Jones, der dem Mysterium des Großen Kreises auf den Grund geht und sich dabei einmal mehr den Nazis gegenübersieht. Die Handlung ist dabei von den Filmen inspiriert und spielt zwischen den Geschehnissen von Jäger des verlorenen Schatzes (1981) und Indiana Jones und der letzte Kreuzzug (1989).

## Spielprinzip
Indiana Jones und der Große Kreis nutzt überwiegend die First-Person-Perspektive, wodurch der Spieler die Position von Jones einnimmt. In einzelnen Abschnitten wie Kletterpassagen wechselt die Ansicht jedoch in die Third-Person-Perspektive.
Dem Spieler bleibt es selbst überlassen, ob er sich lieber an Gegnern vorbeischleicht und aus dem Hinterhalt angreift oder sich seinen Widersachern offen im Kampf stellt. Zurückgreifen kann Jones unter anderem auf seine Peitsche, die er sowohl zum Überqueren von Hindernissen als auch im Kampf nutzen kann. Daneben kann der Spieler verschiedene Gegenstände und Waffen aufsammeln und auf Gegner anwenden. Bestimmte Gegenstände können auch repariert werden, nachdem sie eigentlich zerstört wurden. Für bestimmte Bereiche sind Verkleidungen erforderlich, die jedoch von manchen Gegnern durchschaut werden können.
Ebenso Teil des Spiels sind unterschiedliche Rätsel, von denen einige jedoch optional sind. Durch Fotografieren eines Rätsels erhält der Spieler weitere Informationen und Hinweise. Im Verlauf des Spiels erwirbt Jones weitere Hilfsmittel zum Erkunden, so etwa ein Feuerzeug zum Erhellen von dunklen Gebieten oder ein Atemgerät, um für kurze Zeit tauchen zu können. Sowohl die Kampf- als auch die Rätsel-Schwierigkeit kann der Spieler mittels eines Einstellungsreiters auf verschiedene Weisen anpassen.
Durch in der Open World verstreute Abenteuerbücher erhält Jones unterschiedliche Arten von Boosts und Upgrades, welche mit Abenteuerpunkten freigeschaltet werden. Diese werden etwa durch das Fotografieren von Gegenständen, Öffnen von Tresoren und Feldnotizen erworben.

## Handlung
Im Jahr 1937, nach der Trennung von Marion Ravenwood, kehrt Indiana Jones ans Marshall College zurück. Eines Nachts bricht ein Nephilim namens Locus ein, stiehlt eine Katzenmumie und schlägt Jones bewusstlos. Locus verliert bei der Flucht ein Medaillon mit einem Symbol, das dem der Geheimarchive des Vatikans ähnelt. Nach einem Gespräch mit dem aus den Filmen bekannten Marcus Brody reist Indiana Jones zu Antonio Morello, einem befreundeten Priester, nach Rom, um im Vatikan, der von Mussolinis Faschisten belagert wird, weitere Nachforschungen anzustellen.
Dort trifft Jones auf die Reporterin Ginetta „Gina“ Lombardi, die wegen des Verschwindens ihrer Schwester Laura ebenfalls Ermittlungen anstellt. Gemeinsam entdecken sie, dass der „Nephilim-Orden“, im Geheimen für die katholische Kirche arbeitet, um das Geheimnis des „Großen Kreises“ zu schützen. Die gestohlene Katzenmumie enthält einen besonderen Stein, der damit in Verbindung steht. Als Antagonisten fungieren einmal mehr die Nationalsozialisten unter Führung von Emmerich Voss, der unter anderem auf psychologische Manipulation setzt. Emmerich Voss erpresst einen Geistlichen, stiehlt die Steine des Ordens aus dem Vatikan und entkommt mit einem Zeppelin zu den Pyramiden nach Ägypten. Indiana Jones und Gina reisen als blinde Passagiere mit.
In Gizeh angekommen, erfährt Indy, dass der Orden vor dem Vatikan bereits mit den Ägyptern zusammengearbeitet hat. Mit Gina findet er das Idol des Ra und dessen Stein, doch Voss nimmt es an sich und lässt Indy in der Wüste zurück. Gina, die einen Nazi-Funkspruch abgefangen hat, rettet Indy, und sie reisen in den Himalaya, wo sie die Leiche von Ginas Schwester Laura finden. Nach einem Kampf mit den Nazi-Schergen nutzen sie den dritten Stein, um ein Portal zu öffnen, das sie nach Shanghai während der japanischen Invasion bringt. Dort treffen die beiden auf Soldaten der japanischen Fraktionen der Achsenmächte. Mit einem gekapterten japanischen Kampfflugzeug gelangen sie schließlich zur nächsten Stätte des Großen Kreises in Sukhothai, Siam. Dort treffen sie erneut auf Locus, der sie erneut davor warnt, das Geheimnis des Großen Kreises zu lüften. Indiana ignoriert seine Warnung und Gina wird von den Nazis gefangen genommen und in den Irak verschleppt.
Am Zikkurat von Ur ruft Locus die Mitglieder des Nephilim-Orden herbei, um Gina zu befreien, die Nazis zu bekämpfen und die Steine des Großen Kreises in Sicherheit zu bringen. Indiana gelingt es Gina zu befreien und die Arche Noah zu finden. Voss enthüllt ihm, dass der Große Kreis mit uralten Flutmythen in Verbindung steht. Gott habe Noah die Macht des Großen Kreises verliehen, damit er die Welt zu bereisen und alle Tierarten sammeln konnte. Voss will diese Fähigkeit nun für die Nazis nutzen und aktiviert die Macht der Großen Kreises, indem er alle Steine in das Steuerrad der Arche Noah einsetzt. Es kommt zu starken Regenfällen und einem Kampf mit Indiana Jones, den Voss verliert. Locus wird am Ende mit der Arche wegteleportiert und der Regen lässt nach. Schließlich trennen sich Indianas und Ginas Wege an einem Flughafen.
Mit Hilfe der „uralten Relikte“ kann Indiana Jones am Ende ein verborgenes Wandgemälde aktivieren, das alle Orte des Großen Kreises zeigt und Hinweise gibt auf den Verbleib der Arche Noah in der Antarktis. Fußspuren im Schnee deuten schließlich darauf hin, dass Locus die Teleportation überlebt hat.

## Entwicklung und Veröffentlichung

### Hintergrund
Am 12. Januar 2021 wurde seitens Lucasfilm verlautet, dass man ein Videospiel, basierend auf dem Indiana Jones Franchise zu veröffentlichen plane und MachineGames die Entwicklung übertragen habe; als Executive Producer des Spiels fungiert derweil Todd Howard, der auch die Handlung konzipierte.
Howard hatte das grobe Spiel bereits 2009 George Lucas als Vorschlag unterbreitet, aufgrund mangelnder Ressourcen seitens Bethesda und einer Meinungsverschiedenheit zwischen Bethesda und Lucasfilm wurde das Projekt zu dem Zeitpunkt jedoch nicht weitergeführt.
Mit der Ankündigung wurde ein kurzer Teaser veröffentlicht, der kleine Hinweise zum Setting und Referenzen auf die Filme enthielt; zu diesem Zeitpunkt befand sich das Projekt noch in der frühen Entwicklungsphase.
Der Titel des Spiels sowie Details zur Handlung und zum Spielprinzip wurden am 18. Januar 2024 während der Xbox Developer Direct bekannt gegeben. Ebenfalls damit einhergehend gab man bekannt, sich größtenteils für die First-Person-Perspektive entschieden zu haben; diese Entscheidung rief ein geteiltes Echo hervor. Unter anderem wollte man sich so von den etablierten Spielereihen Tomb Raider und Uncharted abgrenzen sowie den Spiel vollends in die Rolle des Protagonisten eintauchen zu lassen. Ein Launch-Trailer wurde am 2. Dezember 2024 veröffentlicht.
Für Lucasfilm ist es das erste Spiel abseits des Star-Wars-Kosmos seit vielen Jahren und zugleich das erste Spiel des Indiana Jones-Franchise seit Indiana Jones Adventure World (2011).
Aufgrund der starken Präsenz der faschistischen Mächte enthält das Spiel einen vorangestellten Warnhinweis, der auf die fiktionalisierte Verwendung hinweist.

### Besetzung

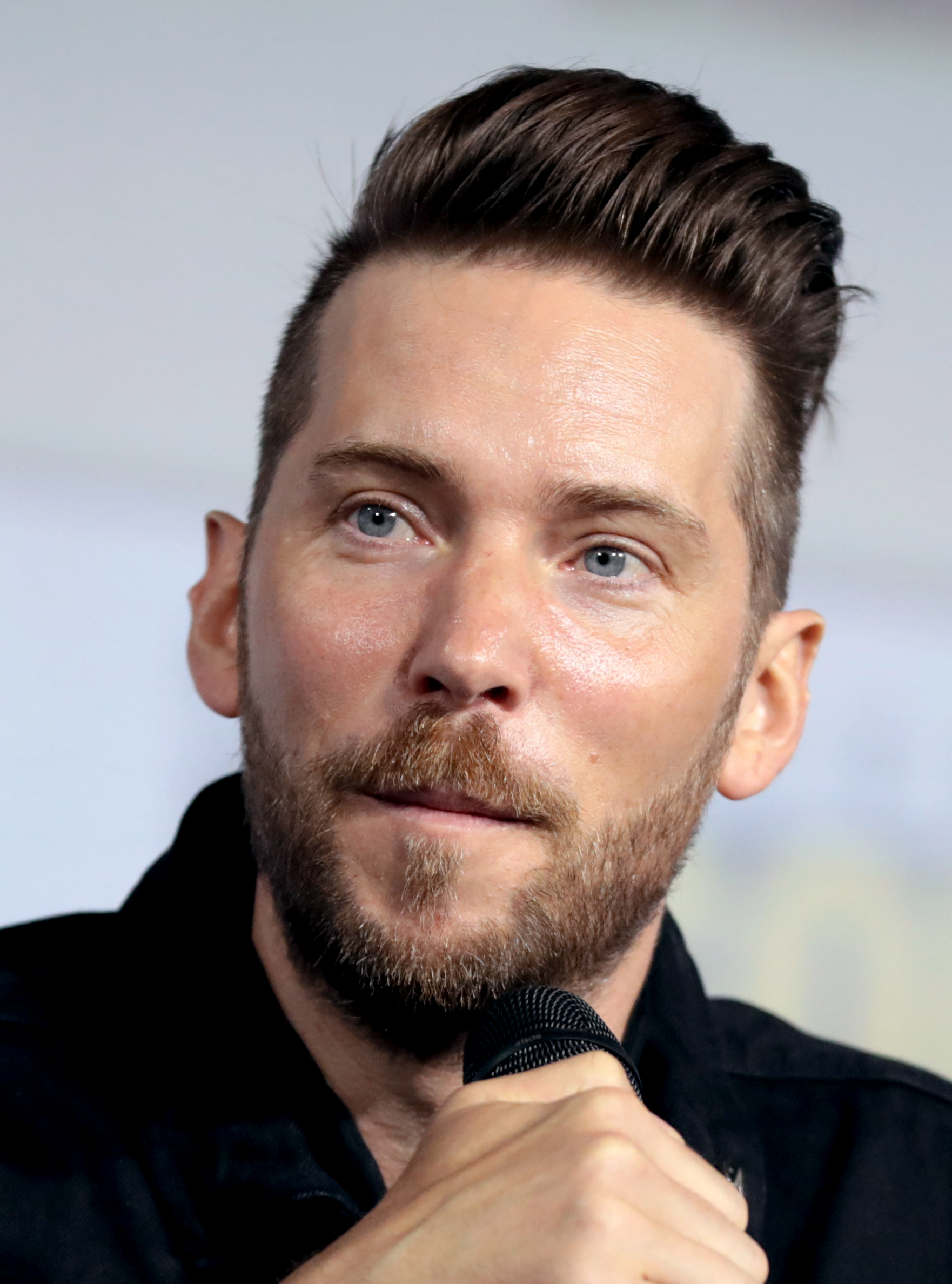
Troy Baker (Foto aus dem Jahr 2019) vertont erstmals den Titelhelden Indiana Jones.

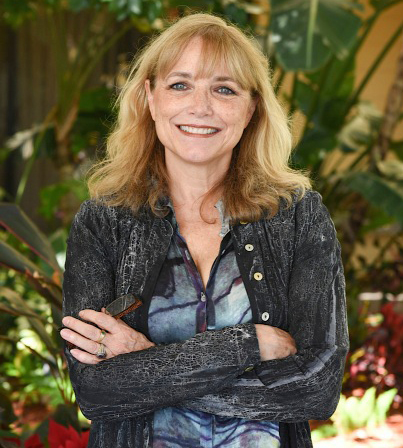
Karen Allen (Foto aus dem Jahr 2017) leiht Marion Ravenwood ihre Stimme, nachdem sie die Figur bereits in den Filmen spielte.

Die Titelfigur bezieht ihr Erscheinungsbild von Harrison Ford, die Vertonung übernahm hingegen erstmals der erfahrene Sprecher Troy Baker. Künstliche Intelligenz kam hierbei nicht zum Einsatz. Die Schauspieler Alessandra Mastronardi und Tony Todd vertonen jeweils Gina Lombardi und den Einbrecher Locus, für den Antagonisten Emmerich Voss wurde der deutsche Schauspieler und Synchronsprecher Marios Gavrilis verpflichtet. Für Todd ist es die letzte Rolle in einem Videospiel, nachdem er im November 2024 verstarb; der Abspann enthält einen Nachruf an den Schauspieler.
Daneben treten weitere Figuren aus den Filmen auf. So etwa der Museumsdirektor Dr. Marcus Brody, einst gespielt von Denholm Elliott in Jäger des verlorenen Schatzes und Indiana Jones und der letzte Kreuzzug, der bereits 1992 verstarb; im Spiel leiht David Shaughnessy der Figur seine Stimme. Karen Allen übernahm hingegen erneut die Vertonung ihrer Rolle Marion Ravenwood aus den Filmen Jäger des verlorenen Schatzes, Indiana Jones und das Königreich des Kristallschädels (2008) und Indiana Jones und das Rad des Schicksals (2023).
Die deutschen Synchronsprecher Christoph Drobig, Alexander Duffner, Marcel Mann, Andreas Sparberg und Sebastian Fitzner sind im Original als Nazi-Offiziere zu hören; ebenso nahm der Schauspieler Tom Beck den Part eines Nazi-Oberst ein.
Für Teile des Spiels wendete man das Motion-Capture Verfahren an. Ebenso wurde für jene Aufnahmen mit Kyle Klutz erstmals ein Kameramann engagiert.

## Synchronisation
In der deutschen Fassung wird Indiana Jones erstmals von Florian Clyde vertont, der damit den Part von Fords langjährigem Synchronsprecher Wolfgang Pampel einnimmt, welcher Jones in früheren Videospielen sowie den Filmen seine Stimme lieh. Clyde sprach bereits den jungen Han Solo (gespielt von Alden Ehrenreich) im Film Solo: A Star Wars Story, der ursprünglich auch von Ford gespielt wurde. Marcus Brody erhielt mit Kai Henrik Möller auch einen neuen Sprecher. Gavrilis und Beck synchronisieren sich derweil für die deutsche Fassung selbst.
Für die Übersetzung waren Constanze Vogl, Daniela Kaynert, Heiko Illi, Julian Born und Petra Kurek verantwortlich, die Dialogregie führten Evelyn Huber und Martin Kruse; die Aufnahmen erfolgten bei Keywords Studios Germany in Hamburg.
| Rollenname                       | Originalsprecher       | Deutscher Sprecher   |
| -------------------------------- | ---------------------- | -------------------- |
| Indiana Jones                    | Troy Baker             | Florian Clyde        |
| Gina Lombardi                    | Alessandra Mastronardi | Maria Wardzinska     |
| SS-Sturmbannführer Emmerich Voss | Marios Gavrilis        | Marios Gavrilis      |
| Dr. Marcus Brody                 | David Shaughnessy      | Kai Henrik Möller    |
| Locus                            | Tony Todd              | Holger Löwenberg     |
| Oberst Viktor Gantz              | Tom Beck               | Tom Beck             |
| Vater Antonio Morello            | Enrico Colantoni       | Thomas Fitschen      |
| Vater Cesare Ventura             | Carlo Rota             | Wolfgang Riehm       |
| Benito Mussolini                 | Daniele Monterosi      | Daniele Monterosi    |
| Nawal Shafiq-Barclay             | Necar Zadegan          | Simona Pahl          |
| Omar                             | Sammy Sheik            | Sergej Gößner        |
| Annika Lund                      | Ingela Lundh           | Deborah Mock         |
| Pailin Chaladphukhealom          | Grace Vorananth        | Dorothee Sturz       |
| Tongdang                         | Vithaya Pansringarm    | Jens Wendland        |
| Schwester Catherine              | Jayne Taini            | Kerstin Hilbig       |
| Schwester Giuliana Franco        | Denny Méndez           | Leonie Landa         |
| Professor Aldrich Savage         | Miles Anderson         | Joachim Kaiser       |
| Sidney                           | Hal Rothwell           | Julian Henneberg     |
| Dr. Kafour                       | Joey Nabour            | Malte Meibauer       |
| Valeria                          | Anthea Greco           | Angelina Tramm       |
| Aran / Nōo                       | Adam Kaokept           | Daniel Kirchberger   |
| Ernesto                          | André Sogliuzzo        | Walter Wigand        |
| Asmaa                            | Rajia Baroudi          | Beate Rysopp         |
| Satipo                           | Joe Hernandez-Kolski   | Alexander Merbeth    |
| Barranca                         | Kamar de los Reyes     | Christos Topulos     |
| Marion Ravenwood                 | Karen Allen            | Caroline Kiesewetter |

## Soundtrack
Die Musik komponierte Gordy Haab, welcher diese Aufgabe bereits im Spiel Indiana Jones und der Stab der Könige (2009) innehatte, erneut basierend auf der Arbeit von John Williams.
Das aus 37 Musikstücken bestehende Soundtrack-Album wurde am 6. Dezember 2024 veröffentlicht.
| Nr.          | Titel                           | Länge   |
| ------------ | ------------------------------- | ------- |
| 1.           | The Great Circle                | 5:07    |
| 2.           | Gina's Theme                    | 1:14    |
| 3.           | One Stormy Night                | 2:25    |
| 4.           | The Intruder                    | 1:52    |
| 5.           | Story Time                      | 2:30    |
| 6.           | A New Adventure Awaits          | 1:53    |
| 7.           | Birdwatching                    | 4:40    |
| 8.           | Follow That Nun                 | 1:56    |
| 9.           | The Parchment                   | 1:56    |
| 10.          | The Catacomb                    | 5:14    |
| 11.          | Secret Stones                   | 6:01    |
| 12.          | Find That Cat                   | 2:40    |
| 13.          | Where Are We                    | 1:43    |
| 14.          | Sign of the Stones              | 2:16    |
| 15.          | The Dig Site                    | 2:45    |
| 16.          | A Short Exit                    | 2:39    |
| 17.          | Gizeh                           | 3:14    |
| 18.          | Why Did It Have to Be Snakes    | 1:27    |
| 19.          | Being Buried                    | 2:42    |
| 20.          | The Unbodied                    | 1:43    |
| 21.          | Nepal Air                       | 2:40    |
| 22.          | An Unexpected Reunion           | 2:13    |
| 23.          | The Battleship                  | 4:03    |
| 24.          | The Stone Activates             | 2:02    |
| 25.          | To Sukhotai                     | 2:22    |
| 26.          | The Archive                     | 1:47    |
| 27.          | The Path is Revealed            | 6:25    |
| 28.          | Ziggurat                        | 4:07    |
| 29.          | The Flood                       | 1:18    |
| 30.          | Voss' Plans                     | 4:28    |
| 31.          | It's a Circle                   | 2:44    |
| 32.          | The Heaven Opens Up             | 7:08    |
| 33.          | Until the Next Adventure        | 3:15    |
| 34.          | Count G (Bonus Track)           | 3:02    |
| 35.          | Mark the Strong (Bonus Track)   | 4:11    |
| 36.          | Smitten (Bonus Track)           | 2:48    |
| 37.          | Etcetera Etcetera (Bonus Track) | 6:19    |
| Gesamtlänge: | Gesamtlänge:                    | 1:01:59 |

## Veröffentlichung
Indiana Jones und der Große Kreis erschien am 9. Dezember 2024 für Windows sowie die Xbox Series und war mit der Veröffentlichung auch im Xbox Game Pass verfügbar; am 17. April 2025 soll das Spiel ebenso für PlayStation 5 veröffentlicht werden.

### Editionen und Story-Erweiterung
Neben der Standard-Edition werden auch eine Premium-Edition sowie eine Collector's Edition angeboten; zusätzlich soll ein Paket mit kosmetischen Gegenständen inspiriert von Indiana Jones und der letzte Kreuzzug als Vorbestellerbonus verfügbar sein. Beide weiteren Editionen erhalten einen Drei Tage vorab-Zugang, direkten Zugriff auf die Story-Erweiterung The Order of Giants, ein digitales Artbook und ein Outfit von Indiana Jones, inspiriert von Indiana Jones und der Tempel des Todes (1984).
Die Collector's Edition kommt zusätzlich mit einem Steelbook, einem Notizbuch angelehnt an das des Protagonisten und einem Globus.
Indiana Jones und der Große Kreis erhält mit Der Orden der Riesen (im Original The Order of Giants) eine eigenständige Story-Erweiterung. Die Erweiterung ist Teil der Premium Edition und der Collector's Edition. The Order of Giants soll am 4. September 2025 erscheinen.

## Wertungen

### Kritiken
Katharine Castle äußerte in ihrer Kritik für Eurogamer, dass es sich bei Der große Kreis um das beste Abenteuer von Jones seit Der letzte Kreuzzug handele und lobte unter anderem den Hauptschurken Emmerich Voss als auch Begleiterin Gina. Jordan Middler vom Video Games Chronicle stellte in ihrem Fazit neben den gut gestalteten Puzzles auch das Hinweissystem positiv heraus, welches dem Spieler die Antwort nicht direkt ins Gesicht drücken würde.
Neben vielen Kritikern lobte auch Harrison Ford persönlich die Leistung Bakers und nutzte das Spiel, um auf den Streik der Videospielsprecher gegen den Gebrauch von Künstlicher Intelligenz aufmerksam zu machen.

### Verkaufszahlen
Indiana Jones und der Große Kreis war in seiner ersten Verkaufswoche das zweitbeste verkaufte Spiel, wodurch es nur von Call of Duty: Black Ops 6 getoppt wurde. Im Januar 2025 gab Microsofts CEO bekannt, dass das Spiel bis dato 4 Millionen Spieler verzeichnen konnte.

## Auszeichnungen
ASCAP Composers’ Choice Awards 2025
- Nominierung für die Videospielmusik des Jahres[65]

D.I.C.E. Awards 2025
- Nominierung als Spiel des Jahres
- Auszeichnung als Spiel des Jahres / Abenteuer
- Nominierung für die Art Direction
- Auszeichnung für den besten Charakter (Indiana Jones)
- Auszeichnung für die beste Handlung / Charakterentwicklung
- Nominierung in der Kategorie Outstanding Technical Achievement

Society of Composers & Lyricists Awards 2025
- Nominierung für die Beste Musik in einem interaktiven Medium (Gordy Haab)[67]